# Juego serio
Los juegos serios (del inglés "serious game" o "applied game), también llamados "juegos formativos", son juegos diseñados para un propósito principal distinto del de la pura diversión. Normalmente, el adjetivo "serio" pretende referirse a productos utilizados por industrias como la de defensa, educación, exploración científica, sanidad, emergencias planificación cívica, ingeniería, religión y política.

## Descripción general
El término «juego serio» ha existido desde mucho antes de la entrada en el mundo del entretenimiento de los dispositivos informáticos y electrónicos. En 1970, Clark Abt ya definió este término en su libro Serious Games, publicado por Viking Press. En este libro, Abt habla principalmente de los juegos de mesa y de los juegos de cartas, pero proporciona una definición general que puede aplicarse con facilidad a los juegos de la era informática:

Reducido a su esencia formal, un juego es una actividad entre dos o más personas con capacidad para tomar decisiones que buscan alcanzar unos objetivos dentro de un contexto limitado. Una definición más convencional es aquella en la que un juego es un contexto con reglas entre adversarios que intentan conseguir objetivos. Nos interesan los juegos serios porque tienen un propósito educativo explícito y cuidadosamente planeado, y porque no están pensados para ser jugados únicamente por diversión.

En 2005, Mike Zyda abordó este término de una forma actualizada y lógica en un artículo publicado en la revista ''Computer'' de la IEEE Computer Society que llevaba por título «From Visual Simulation to Virtual Reality to Games». Zyda define primero «juego» y continúa a partir de aquí:
- Juego: una prueba física o mental, llevada a cabo de acuerdo con unas reglas específicas, cuyo objetivo es divertir o recompensar al participante.
- Videojuego: una prueba mental, llevada a cabo frente a una computadora de acuerdo con ciertas reglas, cuyo fin es la diversión o esparcimiento, o ganar una apuesta.
- Juego serio: una prueba mental, de acuerdo con unas reglas específicas, que usa la diversión como modo de formación gubernamental o corporativo, con objetivos en el ámbito de la educación, sanidad, política pública y comunicación estratégica.

Mucho antes de que el término «juego serio» empezara a ser usado por la Serious Games Initiative en 2002, ya empezaron a crearse juegos con un propósito distinto del entretenimiento. El continuo fracaso de los juegos de entretenimiento educativo en cuanto a su rentabilidad, junto a las crecientes capacidades técnicas de los juegos para proporcionar escenarios realistas, llevó a la reexaminación del concepto de juegos serios a finales de la década de los 90. Durante este tiempo algunos estudiosos comenzaron a examinar la utilidad de los juegos para otros propósitos, contribuyendo al creciente interés por emplearlos con nuevos fines. Además, la capacidad de los juegos para contribuir a la formación se vio ampliada con el desarrollo de los juegos multijugador. En 2002, el Centro Internacional para Académicos Woodrow Wilson en Washington D. C. creó la Serious Games Initiative con el fin de fomentar el desarrollo de juegos sobre temas políticos y de gestión. Aparecieron grupos más especializados en 2004, como por ejemplo Games for Change, centrado en temas sociales y en cambio social, y Games for Health, sobre aplicaciones relacionados con la asistencia sanitaria.
No hay una única definición del término «juego serio», aunque se entiende que hace referencia a juegos usados en ámbitos como la formación, la publicidad, la simulación o la educación. Definiciones alternativas incluyen conceptos propios de los juegos y las tecnologías, así como nociones provenientes de aplicaciones no relacionadas con el entretenimiento. Los juegos serios empiezan a incluir también hardware específico para videojuegos, como por ejemplo de los videojuegos para mejorar la salud y la forma física.
Los videojuegos son una herramienta a tener en cuenta en la estimulación cognitivo afectiva, que favorecen el aprendizaje, la autoestima, potencian la creatividad y las habilidades digitales, al mismo tiempo que generan motivación y entretenimiento. Los videojuegos suponen una modalidad de enseñanza que debe ser aprovechada por la comunidad educativa, por la cantidad de elementos emocionales que integran, su estimulación sensorial y la posibilidad de inmersión a través de los ambientes virtuales en los que se desenvuelven.
Los juegos serios están dirigidos a una gran variedad de público, desde estudiantes de educación primaria y secundaria a profesionales y consumidores. Los juegos serios pueden ser de cualquier género, usar cualquier tecnología de juegos y estar desarrollados para cualquier plataforma. Algunos los consideran un tipo de entretenimiento educativo, aunque el grueso de la comunidad se resiste a utilizar este término.
Un juego serio puede ser una simulación con la apariencia de un juego, pero está relacionado con acontecimientos o procesos que nada tienen que ver con los juegos, como pueden ser las operaciones militares o empresariales (aunque muchos juegos populares de entretenimiento están basados en operaciones militares o empresariales). Los juegos están hechos para proporcionar un contexto de entretenimiento y autofortalecimiento con el que motivar, educar y entrenar a los jugadores. Otros objetivos de estos juegos son el marketing y la publicidad. Los grandes usuarios (algo no demostrado por la inteligencia empresarial) de los juegos serios parecen ser el gobierno de los Estados Unidos y los médicos.[cita requerida] Otros sectores comerciales están también persiguiendo activamente el desarrollo de este tipo de herramientas.

## Desarrollo

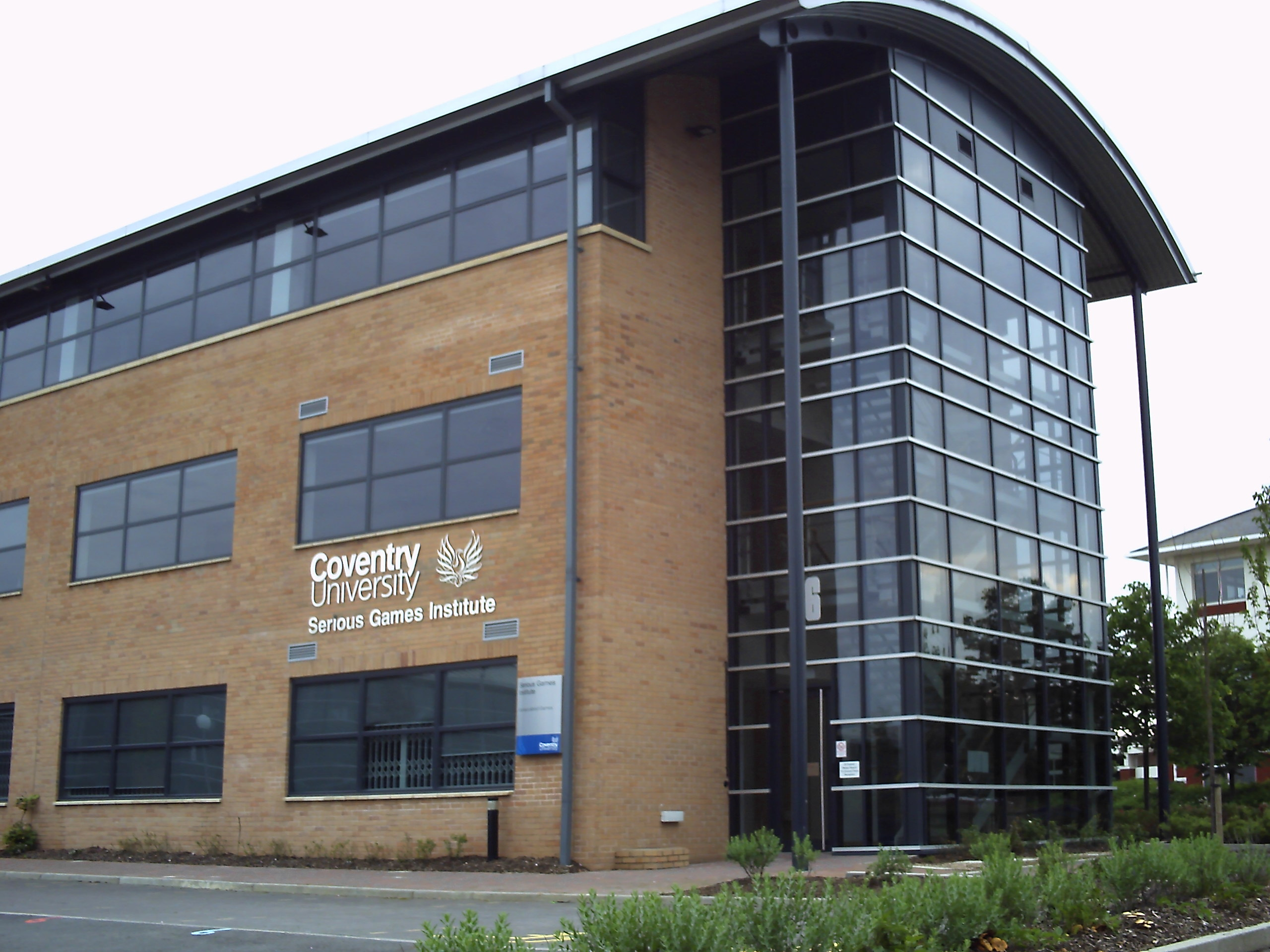
Instituto universitario dedicado a los "juegos serios"

La idea de usar juegos en la educación data de los días anteriores a la aparición de las computadoras, pero se considera que el primer juego serio fue Army Battlezone, un proyecto fallido liderado por Atari en 1980 que fue diseñado para usar el videojuego arcade Battlezone como entrenamiento militar. En los últimos años, el gobierno y el ejército de Estados Unidos han buscado periódicamente desarrolladores de videojuegos para crear simulaciones de bajo coste que fueran precisas y entretenidas por igual. La experiencia de los desarrolladores de videojuegos en la mecánica y el diseño de juegos los convierte en los candidatos perfectos para desarrollar este tipo de simulaciones que cuestan millones de dólares menos que las simulaciones tradicionales que, con frecuencia, requieren de un hardware especial o de completas instalaciones para su uso.
Fuera del ámbito gubernamental, existe un considerable interés en juegos sobre educación, formación profesional, asistencia médica, publicidad y políticas públicas. Por ejemplo, juegos de sitios web como Newsgaming.com son, en palabras de Henry Jenkins, director del programa de estudios comparativos de medios de MIT, «juegos muy políticos creados fuera del sistema empresarial» que están «planteando asuntos a través de los medios pero usando las propiedades únicas de los juegos para atraer a la gente desde una nueva perspectiva». Estos juegos, ha dicho Henry Jenkins, constituyen un «trabajo de ficción radical». La Universidad Estatal de Míchigan ofrece un máster y un certificado de posgrado sobre diseño de juegos serios. En Europa, la Universidad de Salford creó en 2005 un máster sobre juegos creativos. En 2018 se inaugura una cátedra sobre "Videojuegos, gamificación y juegos serios" en la Universidad de Málaga.

### Ventajas
Los desarrolladores de videojuegos están acostumbrados a desarrollar juegos de forma rápida y son duchos en crear juegos que simulan —en diversos grados— entidades funcionales como radares y vehículos de combate. Usando la infraestructura existente, los desarrolladores de videojuegos pueden crear juegos que simulen batallas, procedimientos y eventos por una fracción del costo de los contratistas tradicionales del gobierno.
El desarrollo y empleo de los simuladores tradicionales cuesta normalmente millones de dólares, además de que en general estos simuladores requieren de hardware especializado. El coste medio de los juegos serios es muy bajo. En vez de los grandes volúmenes de medios o computadoras que necesitan los simuladores de alta calidad, los juegos serios no requieren más que un DVD o un CD-ROM, exactamente igual que los videojuegos tradicionales. Su distribución se limita a enviarlos por correo o permitir su acceso mediante un sitio web dedicado.
Aunque los resultados varían en función de otras variables, varios estudios científicos han demostrado la eficacia pedagógica de los juegos educativos. La investigadora Traci Sitzmann realizó un experimentó en la Universidad de Colorado con 6.476 estudiantes que demostró que, de media, los alumnos que realizaron la formación con videojuegos obtuvieron resultados un 11% superiores en el conocimiento de hechos factuales, un 14% superiores en conocimientos basados en habilidades y un 9% de mayores niveles de retención de conocimientos. En los últimos años, otros estudios agregados han demostrado también la efectividad de los juegos como herramienta de aprendizaje.
Por último, al tiempo que los juegos serios están pensados para formar o educar a los usuarios, lo están también para entretener. Los desarrolladores de videojuegos tienen experiencia a la hora de crear juegos divertidos y atractivos ya que su sustento depende de ello. En el curso de los eventos y los procedimientos que se simulan, los desarrolladores automáticamente inyectan dosis de entretenimiento y jugabilidad a sus aplicaciones.

## Clasificación y subgrupos de juegos serios
Aunque la clasificación de los juegos serios es algo que todavía tiene que consolidarse, existen sin embargo una serie de términos cuyo uso razonablemente común permite su inclusión aquí.
- Advergaming: del inglés advertising y game, es decir, publicidad y juego, es la práctica de usar videojuegos para publicitar una marca, producto, organización o idea.
- Edutainment: este es un término que resulta de la unión de education y entertainment, es decir, educación y entretenimiento o diversión. Se aplica a los programas que enseñan mediante el uso de recursos lúdicos.
- Aprendizaje basado en juegos (del inglés Educational game): estos juegos tienen como objetivo mejorar el aprendizaje. Están diseñados en general manteniendo un equilibrio entre, por un lado, la materia y, por otro, la jugabilidad y la capacidad del jugador para retener y aplicar dicha materia en el mundo real.[9] Este último de juegos se utilizan en el mundo empresarial para mejorar las capacidades de los empleados en temas, atención al público y negociaciones.
- Edumarket Games: cuando un juego serio combina varios aspectos (por ejemplo, los propios del advergaming y del edutainment u otros relacionados con la prensa y la persuasión), se dice que la aplicación es un juego de tipo edumarket, término que resulta de la unión de education (educación) y marketing. Un ejemplo es Food Force, un juego con objetivos en el ámbito de las noticias, la persuasión y el edutainment.
- News Games: son juegos periodísticos (del inglés news, es decir, noticia) que informan sobre eventos recientes o expresan un comentario editorial.
- Simuladores o videojuegos de simulación: son juegos que se emplean para adquirir o ejercitar distintas habilidades o para enseñar comportamientos eficaces en el contexto de situaciones o condiciones simuladas. En la práctica, son muy usados los simuladores de conducción de vehículos (coches, trenes, aviones, etc., como por ejemplo FlightGear), los simuladores de gestión de compañías (por ejemplo, Transport Tycoon) y los simuladores sobre negocios en general, que ayudan a desarrollar el pensamiento estratégico y enseñan a los usuarios los principios de la micro y macroeconomía y de la administración de empresas (por ejemplo, Virtonomics).
- Juegos persuasivos: del inglés persuasive games, son juegos que se usan como tecnología de la persuasión.
- Juegos organizativos dinámicos: del inglés organizational-dynamic games, son juegos que enseñan y reflejan la dinámica de las organizaciones a tres niveles: individual, de grupo y cultural.
- Juegos para la salud: del inglés games for health, son juegos diseñados como terapia psicológica, o juegos para el entrenamiento cognitivo o la rehabilitación física.
- Juegos artísticos: del inglés art games, son juegos usados para expresar ideas artísticas, o arte creado utilizando como medio los videojuegos.
- Militainment: este es un término que resulta de la unión de military y entertainment, es decir, militar y entretenimiento o diversión. Son juegos financiados por el ejército o que, de lo contrario, reproducen operaciones militares con un alto grado de exactitud.
- Juegos deportivos (del inglés exergaming): son aquellos juegos que permiten e incitan la práctica de ejercicio o de un deporte. Además de divertir y entretener a los jugadores, buscan mejorar los hábitos de vida de los ciudadanos, potenciando el ejercicio y un estilo de vida saludable.[10]

Julián Álvarez y Olivier Rampnoux (del European Center for Children's Productos de la Universidad de Poitiers) han tratado de clasificar los juegos serios en 5 categorías principales: advergaming, edutainment, juegos de tipo edumarket, juegos de denuncia (que los autores denominan diverted games) y juegos de simulación.

## Juegos serios de realidad alternativa
Los juegos de realidad alternativa (Serious ARG, Alternate reality game), son juegos serios basados en el mundo real que, utilizando toda una serie de recursos audiovisuales, desarrollan una historia que se verá constantemente afectada por la intervención de sus participantes. Los objetivos se centran en favorecer las actitudes de superación personal, aprovechar la dinámica de juego para intensificar los procesos de aprendizaje, fomentar los entornos colaborativos y la comunicación para solucionar los problemas y acertijos planteados.